# Association of Country Entertainers

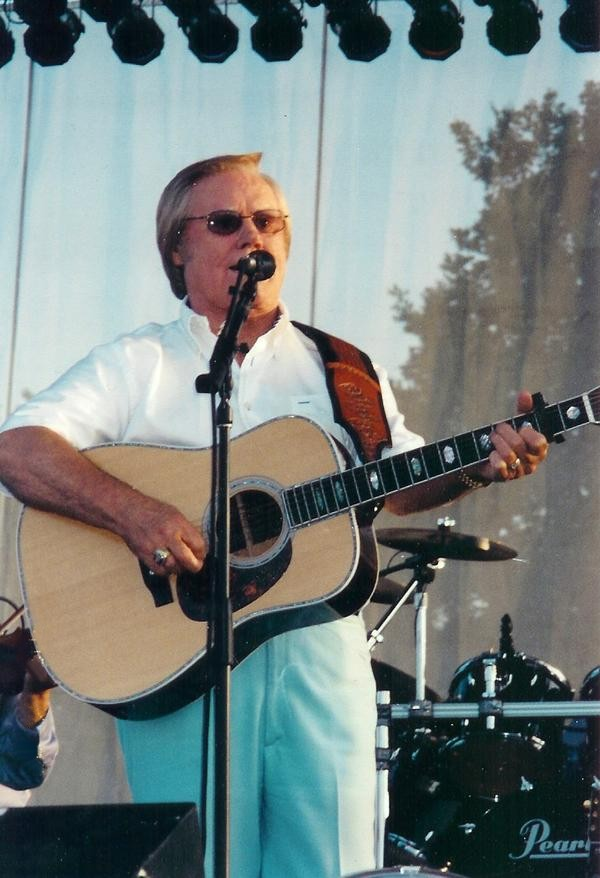
George Jones (2002)

Association of Country Entertainers, abgekürzt auch ACE, war eine Vereinigung von Country-Musikern mit Sitz in Nashville. Sie war im November 1974 von führenden Country-Musikern aus einer spontanen Verärgerung heraus gegründet worden. Anlass war die Auszeichnung der Popsängerin Olivia Newton-John als Country-Interpretin des Jahres bei den CMA Awards. Erklärtes Ziel der ACE war es, die Country-Musik auf ihre traditionellen Wurzeln zurückzuführen und den Trend hin zur Popmusik umzukehren.
Treibende Kräfte waren George Jones und seine damalige Ehefrau Tammy Wynette, in deren Haus auch die erste Versammlung stattfand. Weitere führende Rollen spielten unter anderem Grandpa Jones, Barbara Mandrell, Bill Anderson und George Morgan. Als Mitglieder zugelassen waren nur etablierte Musiker; Produzenten, Agenten oder Publizisten blieben ausgeschlossen. 
Die ACE bestand nur wenige Jahre. Obwohl von vielen Stars unterstützt, konnten die angestrebten Ziele nicht erreicht werden. Ein wichtiger Grund war, dass die Radiosender die Bemühungen der ACE nur halbherzig unterstützten und weiterhin unvermindert Country-Pop sendeten. Hinzu kam, dass einige der Country-Interpreten selbst auf Pop-Elemente setzten. Die ACE löste sich 1981 auf.